# Clandestine Anticipation (EP)
Clandestine Anticipation è un EP del duo musicale italiano Krisma, pubblicato nel 1982 con brani provenienti dal loro quarto album Clandestine Anticipation.

## Descrizione
Si tratta di un box set estremamente raro, pubblicato dalla CGD nel 1982 per promuovere l'album Clandestine Anticipation. Il box è stato distribuito in tiratura limitata a 350 copie numerate a mano e contiene 4 brani divisi in due 12": il primo, con numero di catalogo CGD 15065, contiene i brani Water e Miami, distribuiti nello stesso anno anche come singoli; il secondo, con numero di catalogo CGD 15066, contiene i brani Crucial Point e Samora Club. Ogni copia è stata numerata e decorata a mano dagli stessi Krisma, e comprende, oltre ai due 12" un puzzle di 16 pezzi raffigurante la copertina dell'album, foto, stampe, adesivi e altro.

## Tracce
1. Water – 4:57
2. Miami – 6:57
3. Crucial Poin – 4:22
4. Samora Club – 3:27

Durata totale: 19:43

## Formazione
- Christina Moser
- Maurizio Arcieri